# フランコ・アムリ
フランコ・アムリ（Franco Amurri, 1958年9月12日 - ）は、イタリア出身の映画監督である。

## 来歴
1958年9月12日にイタリアの首都ローマに生まれる。
女優のスーザン・サランドンと交際し、娘を儲けた。

## 主な作品
- フラッシュバック（英語版）（1990年）
- ゆかいな天使/トラブるモンキー（1994年）
- ファンタスティック・ロマンス
- ネオ・ダークサイド/死霊の配達人（脚本のみ）